# Nordrasen des Weißen Hauses

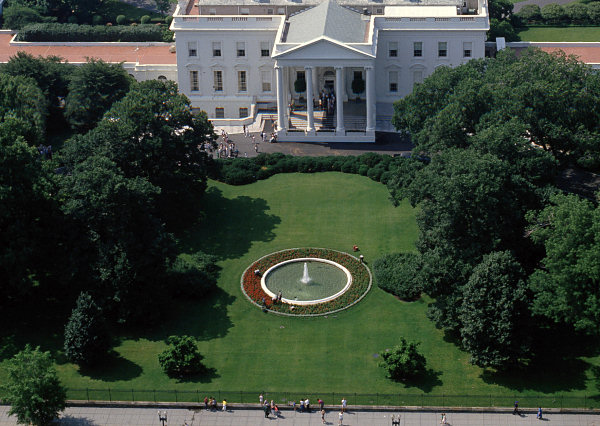
Der Nordrasen des Weißen Hauses

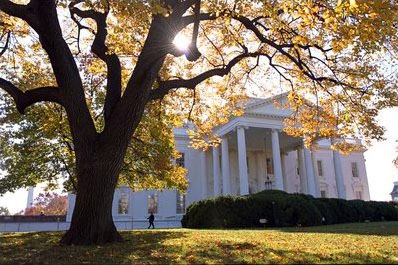
Eine Amerikanische Ulme Ulmus americana, mit gelbem Laub

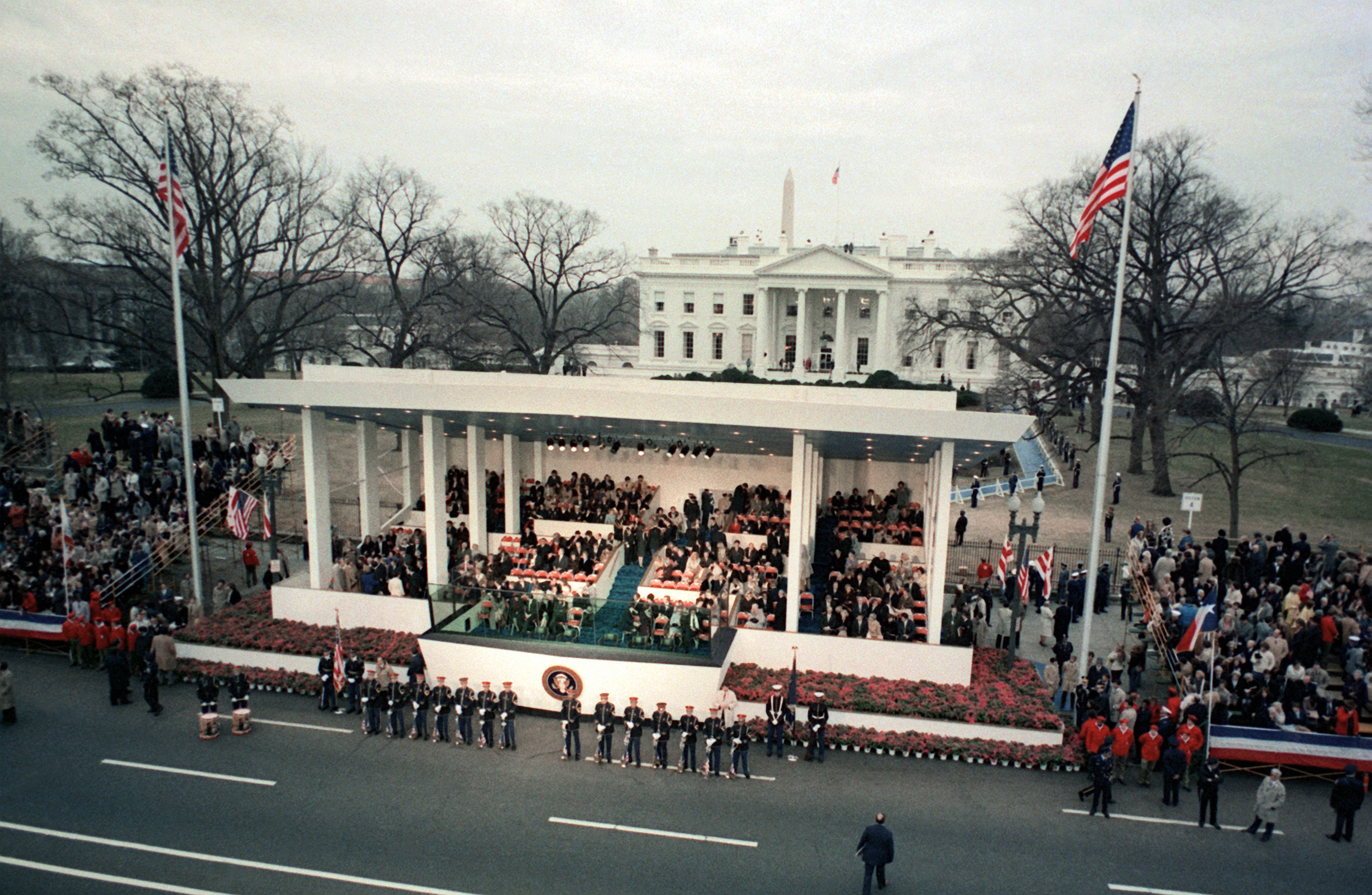
Die Tribüne des Präsidenten auf dem Nordrasen.

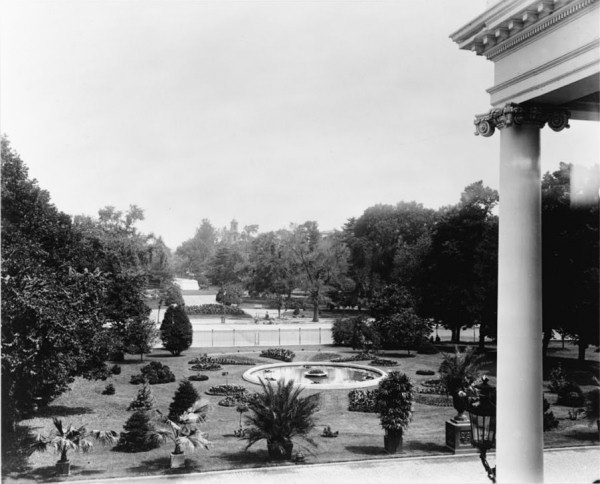
Der Nordrasen und ein Teil des Nordportals vom Speisezimmer des Präsidenten aus im Jahr 1902 fotografiert.

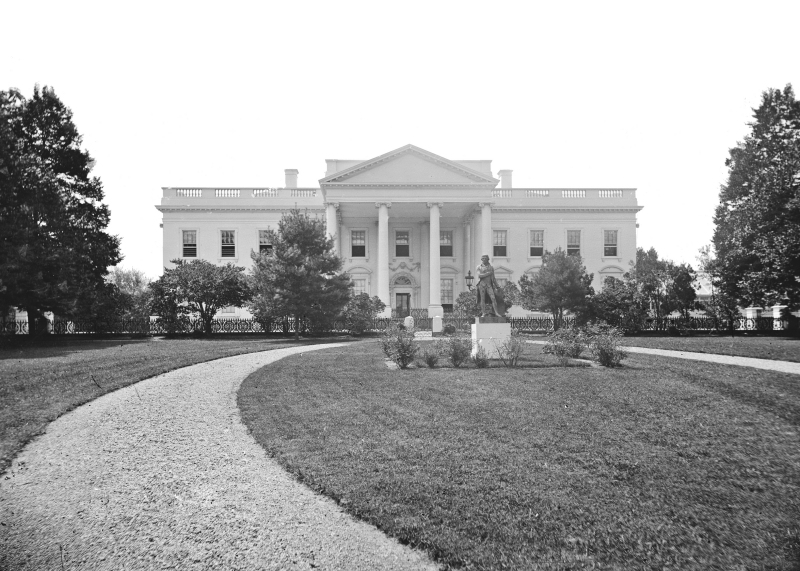
Der Nordrasen in den 1860er Jahren, während der Amtszeit von Abraham Lincoln

Der Nordrasen des Weißen Hauses in Washington, D.C. grenzt im Norden an die Pennsylvania Avenue und bietet einen guten Blick auf das Weiße Haus. Im Osten ist er durch dichte Pflanzungen vom East Executive Drive und dem Finanzministerium der Vereinigten Staaten abgeschirmt. Im Westen grenzt er an den West Executive Drive und das Eisenhower Executive Office Building.

## Beschreibung und Verwendung
Eine halbrunde Auffahrt führt vom Nordwest-Tor zum Nordportal und durch das Nordost-Tor zur Pennsylvania Avenue zurück. Ein kreisrundes Becken mit einem Springbrunnen befindet sich zentral vor dem Nordportal des Weißens Hauses.
Staatsoberhäupter betreten hier das Gelände des Weißen Hauses und werden hier vor einem Staatsdinner offiziell empfangen. Die öffentlichen Besichtigungen, die am East Executive Drive beginnen, verlassen das Gebäude durch das Nordportal und die Besucher verlassen das Gelände durch das Nordost-Tor.
Fernsehkorrespondenten stehen bei den Aufnahmen der Berichte häufig auf dem Nordrasen und nutzen das Nordportal als Hintergrund.
Zur Amtseinführung des Präsidenten wird auf dem Nordrasen eine Tribüne aufgebaut. Der Präsident nutzt den abgeschlossenen Bereich um sich die Parade vom Capitol anzuschauen.

## Gestaltung und Gartenbau
Der von Pierre-Charles L’Enfant 1793 entworfene Plan der Stadt Washington platzierte das Weiße Haus gegenüber strahlenförmig auf dem Nordrasen zusammenlaufenden Straßen. 1850 milderte der Landschaftgestalter Andrew Jackson Davis die Geometrie von L'Enfants Plan ab.
In der Mitte des 19. Jahrhunderts wurde eine Bronzestatue von Thomas Jefferson in der Mitte des Rasens aufgestellt. Diese wurde 1871 durch ein Wasserbecken mit einer dampfgetriebenen Fontäne ersetzt. Während des restlichen 19. Jahrhunderts wurde der Nordrasen mit zunehmend aufwendigen saisonalen "teppichartigen" Blumenbeeten bepflanzt, die durch tropische Pflanzen aus den Gewächshäusern des Weißen Hauses unterstrichen wurden.
Theodore Roosevelt, der das Architekturbüro McKim, Mead, and White für den Um- und Ausbau von Teilen des Weißen Hauses engagiert hatte, wurde überredet, die Außenanlagen zu vereinfachen und alles zu entfernen, was zunehmend als viktorianisches Durcheinander angesehen wurde. Das Pflanzschema für den Nordrasen wurde stark vereinfacht. Im Jahr 1934 engagierte Präsident Franklin Delano Roosevelt Frederick Law Olmsted jr. um die Außenanlagen zu beurteilen und Änderungen vorzuschlagen. Olmsted sah die Notwendigkeit, dem Präsidenten und seiner Familie möglichst viel Privatsphäre zu bieten, ohne den freien Blick auf das Weiße Haus unnötig einzuschränken. Der Olmsted-Plan zeigt die Landschaft überwiegend im heutigen Zustand: Es wurden große Musterbäume  und Büsche erhalten oder neugepflanzt, um den Blick auf den Privatbereich einzuschränken, dafür wurde aber ein großzügiger Blick auf das Gebäude von Norden und Süden geschaffen.

### Musterbäume
Die Bäume auf dem Nordrasen umfassen:
- Rotbuchen
- Amerikanische Ulmen
- Quercus alba
- Tulpen-Magnolie
- Rot-Ahorne
- amerikanische und englische Buchsbaum-Arten

### Saisonale Bepflanzungen
Das Bassin mit der Fontäne wird von saisonal wechselnden Pflanzen eingerahmt:.
- im Frühling Tulpen gesäumt von Armenischen Traubenhyazinthen
- im Sommer roten Pelargonien
- im Herbst Chrysanthemen